# A Single Man
A Single Man (übersetzt Ein alleinstehender Mann) ist ein vielfach ausgezeichnetes US-amerikanisches Filmdrama von Tom Ford aus dem Jahr 2009.
Es handelt sich um das Regiedebüt des Modedesigners, der sich mit dem Projekt einen Lebenstraum erfüllte, gemeinsam mit David Scearsce auch das Drehbuch schrieb und den Film anhand des eigens gegründeten Unternehmens Fade to Black ko-produzierte. Der Spielfilm ist die Verfilmung von Christopher Isherwoods im Original gleichnamigem Roman Der Einzelgänger (1964).
Dem 1962 in Los Angeles lebenden englischen Collegeprofessor George Falconer entgleitet durch den plötzlichen Tod seines langjährigen Partners Jim der Boden unter den Füßen mit einer solchen Wucht, dass er sich nach acht Monaten der Einsamkeit und wachsender Depression das Leben nehmen möchte. An seinem letzten Tag, der die Handlung des Films ausmacht, trifft er gründliche Vorkehrungen für seinen Abschied und beginnt in dem Wissen um das „letzte Mal“ plötzlich, seine Umgebung und Mitmenschen auf eine neue, sehr intensive Weise wahrzunehmen. Der Tag ist durchzogen von Trauer und Schönheit und der Erinnerung an sein trotz aller Widerstände glückliches Leben mit Jim. Die Hauptrollen spielen Colin Firth CBE und Julianne Moore. Der Film startete am 8. April 2010 in den deutschen Kinos.

## Handlung
Der Film spielt an einem einzigen Tag, dem 30. November 1962, und handelt von George Falconer, einem in die Jahre gekommenen britischen Literaturprofessor, der an einer Universität in Los Angeles unterrichtet, wo er seine Homosexualität geheim hält. Falconer lebt allein, seit sein Lebenspartner Jim vor acht Monaten bei einem Autounfall tödlich verunglückt ist. Die beiden waren 16 Jahre ein Paar. Seit dem Tod hat George Albträume.
An diesem Morgen steht George wie gewohnt auf und macht sich fertig. Durch eine Rückblende wird die Situation geschildert, in der er vom Tod seines Partners erfahren hat. Dessen Cousin rief George an und erzählte ihm von dem Unglück. In dem Telefonat erfährt er, dass Jims Eltern ihn nicht über den Tod informieren möchten und George auch nicht an der Beerdigung teilnehmen darf, da diese „ausschließlich im Familienkreis“ stattfinde. In der Rückblende wird dann gezeigt, wie Falconer daraufhin zu seiner besten Freundin Charley lief und dort zusammenbrach.
Weiter in der Gegenwart der Handlung steckt Falconer einen Revolver in seine Aktentasche, dankt seiner Haushälterin und fährt zur Arbeit. Er bereitet seinen Suizid vor. In seiner Vorlesung schweift er vom Thema der Buchbesprechung ab und hält einen Vortrag über die Diskriminierung von Minderheiten, die eine Folge von Angst sei. Einer seiner Schüler, Kenny, folgt ihm danach und redet mit ihm über die Vorlesung. Zuvor hat Kenny die Adresse seines Professors bei einer Mitarbeiterin von Falconer erfragt.
Aufgrund seines geplanten Suizids räumt Falconer später sein Büro aus und wirft einen langen letzten Blick auf seinen Arbeitsplatz. Auf dem Parkplatz trifft er erneut auf Kenny, der weiteres Interesse an seinem Professor bekundet, indem er sich mit ihm zum Kaffeetrinken verabreden möchte. Falconer nimmt diese Einladung nicht an. Stattdessen fährt er zur Bank, um sämtliche Papiere, Gelder und auch den Ehering seiner Mutter aus seinem Schließfach zu holen. Auch ein Foto, das seinen langjährigen Partner nackt am Strand liegend zeigt, ist unter den Sachen. Es folgt eine weitere Rückblende in Schwarz-Weiß, in der man sieht, wie er und sein Freund am Meer liegen und sich unterhalten. Der Zuschauer erfährt, dass Falconer und seine beste Freundin Charley vor vielen Jahren mehrmals Sex hatten, Jim dagegen nur Verhältnisse mit Männern hatte.
Weiter in der Gegenwart der Handlung trifft George im Foyer der Bank auf das Nachbarsmädchen Jennifer. Dieses erzählt ihm von ihrem Skorpion und wie sie und ihr Bruder ihn füttern. Einmal habe ihr Vater gemeint, Mr. Falconer könne man auch hineinwerfen, da er ein „warmer Bruder“ sei. Die Mutter kommt und lädt George zu einem Dinner ein, doch dieser schlägt die Einladung aus.
Wieder zu Hause, probiert George verschiedene Varianten aus, wie er die Waffe beim Erschießen halten könnte, ohne etwas schmutzig zu machen. Er wird durch einen Anruf seiner Freundin Charley unterbrochen. Charley und George treffen sich in Charleys Haus. Sie essen, tanzen, rauchen und trinken Gin. Alkoholisiert teilen sich beide gegenseitig ihr Leid mit. Charley sieht sich perspektivlos in ihrer Rolle als geschiedene Hausfrau, deren einzige Tochter bereits erwachsen ist. Sie liebt George und meint, dessen Lebenspartner Jim sei lediglich „Ersatz“ gewesen, was George tief verletzt. Sie gibt daraufhin zu, dass ihre Äußerung wohl nur auf Eifersucht beruhte.
Später trifft George in der Bar auf Kenny, in der er, wie es die vorherige Rückblende gezeigt hat, Jim kennengelernt hatte. Er will Alkohol und Zigaretten zum Mitnehmen kaufen, ändert jedoch seinen Plan, als er Kenny sieht.
Falconer und Kenny unterhalten sich über das Älterwerden und den Tod und den daraus resultierenden Sinn des Lebens. Sie kommen zu dem Schluss, „im Moment“ leben zu sollen. Daraufhin schwimmen beide gemeinsam nackt im Meer, wobei sich Falconer am Kopf verletzt. Beide gehen danach zu Falconer nach Hause. Kenny findet zufällig das Nacktfoto des verstorbenen Jim. Kenny und Falconer betrinken sich und schlafen ein. Als Falconer später aufwacht, findet er Kenny auf dem Sofa schlafend. Dabei entdeckt Falconer auch seinen Revolver neben Kenny, den dieser zuvor wohl gefunden hatte. Als er sieht, dass der Junge sich augenscheinlich Sorgen um ihn gemacht hat und deswegen den Revolver an sich nahm, verfliegen seine Selbstmordpläne und er verbrennt seine Abschiedsbriefe. Er fasst zum ersten Mal seit dem Tod seines Partners wieder Lebensmut und fühlt eine tiefe Zufriedenheit, was der Zuschauer durch Georges Stimme aus dem Off erfährt. Als er sich wieder ins Bett legen will, spürt er plötzlich einen heftigen Schmerz in der Brust und fällt zu Boden. Er erleidet einen Herzinfarkt und stirbt.

## Produktion

### Vorproduktion

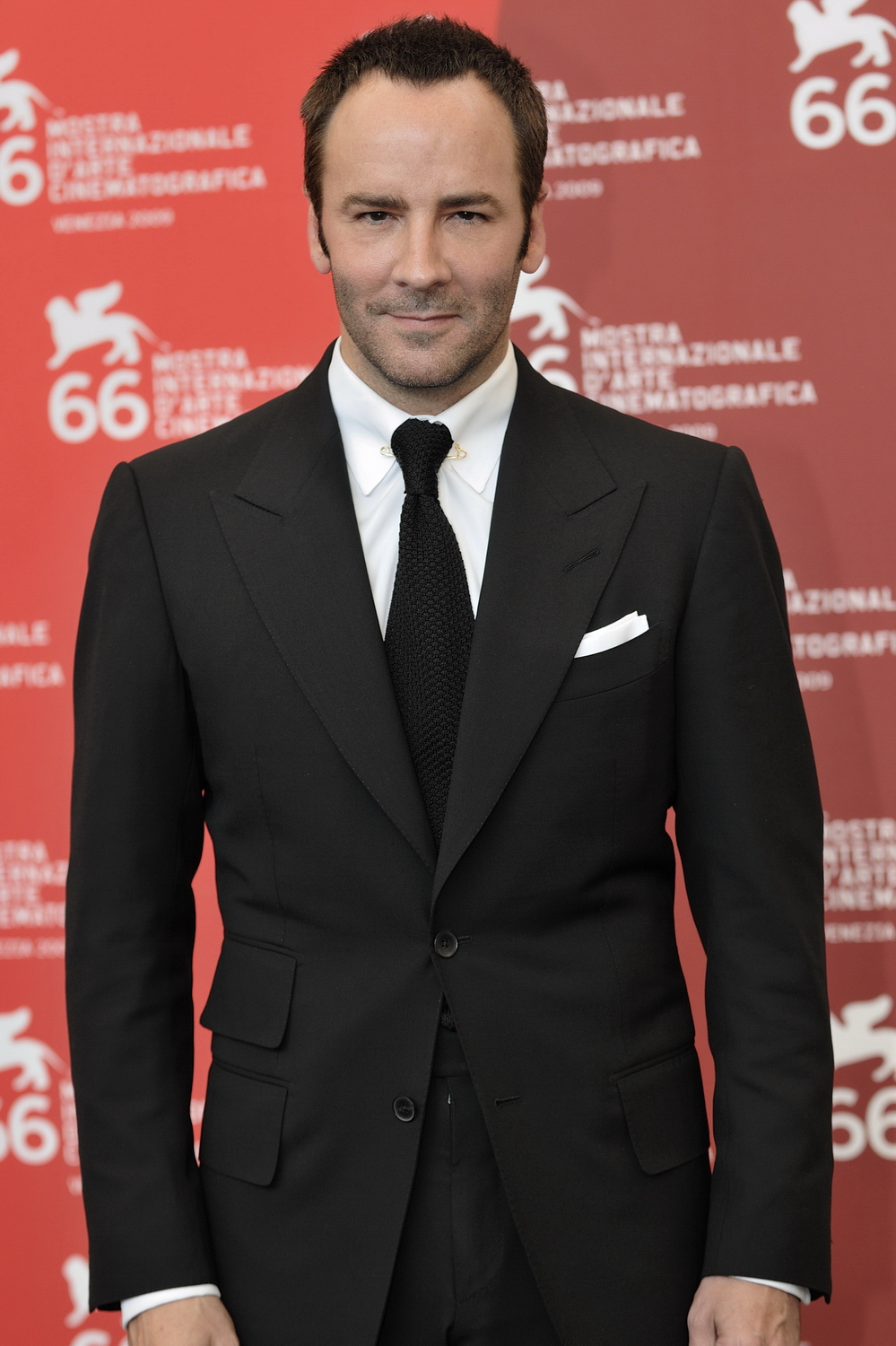
Regisseur Tom Ford auf dem 66. Filmfestival von Venedig

Regisseur Tom Ford erklärte in einem Interview mit der britischen Filmwebsite LoveFilm.com auf dem London Film Festival 2009, dass er den 1964 erschienenen Roman von Christopher Isherwood schon in jungen Jahren las, ihn aber damals noch nicht in einen Film umsetzen wollte. Mehr als 20 Jahre später, nachdem er eigentlich als erfolgreicher Modedesigner Karriere gemacht hatte, war Ford fest entschlossen, einen Film zu drehen. Ihm fiel sofort A Single Man ein, das Buch, welches er in den 80ern gelesen hatte. Er bezeichnete das Projekt als einen erfüllten Herzenswunsch. Er bevorzuge eine klare Trennung zwischen der Modewelt, die er als machtvoll, aber flüchtig und sehr kommerziell bezeichnet, und dem Filmemachen, worin er in erster Linie eine Form des künstlerischen Ausdrucks und der Poesie sieht. Von der Planung bis zur Postproduktion investierte er mehrere Jahre in dieses einzelne Projekt.

### Adaption
Bei der Verfilmung handelt es sich um eine recht freie Interpretation von Isherwoods Prosawerk, wiewohl sie in enger Absprache mit Don Bachardy, dem Lebenspartner und Nachlassverwalter des 1986 verstorbenen Autors, entstand. Ford vermischte dazu die autobiografischen Züge des Romans mit Teilen seiner eigenen Biografie, schuf zusätzliche Charaktere und Handlungsstränge sowie ein neues Ende. Anteile von Julianne Moores Figur Charly sind Fords Großmutter nachempfunden, beispielsweise die rosa Zigaretten. Im Dialog zwischen George und der Nachbarstochter Jennifer wird die Anspielung auf Toms Familie deutlich (hinsichtlich der Geschwister Tom und Jennifer, aber auch der Mutter). Über die Szene in Georges Haus eine Woche vor Jims Abreise, die nicht in Isherwoods Buch enthalten ist, sagte Ford:

„This scene, which was not in the book, is a scene right out of my own life. When Christopher Isherwood wrote this book in 1964, set in 1962, it was a landmark book because it depicted a same sex relationship in an absolutely matter-of-fact way. And I wanted to show George’s life with Jim in a very simple, straight-forward way. Occasionally to this day I still have friends who will say something to me about my lifestyle. And I think: what does that mean? I have lived with the same person for the last 23 years, we read books, we walk our dogs, we argue sometimes, we go on vacation, we cook dinner. Well, we have a life very much like it is depicted here with George and Jim.“

Die Umstände und die penible Planung seines Suizides durch George sind an einen (tatsächlich durchgeführten) Suizid in Fords Familie angelehnt. In jenem Fall hatte der junge Mann, wie im Film dargestellt, all seine Kleidungsstücke bis hin zu den Manschettenknöpfen, Wertgegenstände und Alltagsdinge perfekt angeordnet, erst am Nachmittag vor der Tat eine Schusswaffe gekauft, ausführliche Briefe inklusive Details zu seiner Beerdigung verfasst, alle Rechnungen bezahlt und weitere Vorkehrungen getroffen, um seiner Frau die Situation nicht noch schwieriger zu machen als sie ohnehin schon sein würde. Trotzdem wollte Ford versuchen, einen gewissen Humor in der Situation zu finden und darzustellen. Der Darstellung des Sterbens am Ende des Films maß besondere Bedeutung bei. Es sei ein Moment des absoluten Friedens. Nicht geplant, nicht kontrolliert, aber vielleicht gerade deswegen genau der richtige Zeitpunkt, zu gehen. Und Jim ist da und holt ihn ab. Ford versuchte mit der Sequenz (und verschiedenen anderen im Filmverlauf) eine szenische Umsetzung der tiefen Spiritualität und Reflexion, der sich Isherwood insbesondere in seinen späten Lebensjahren verschrieb. Der letzte Monolog ist zudem eine weitere Reflexion Fords über sein eigenes Leben.

„And the last line of the voice-over is something that George referred to at the beginning of the film: ‘And, just like that, it came. [Der Moment des Todes.]’ This is the end of all of our movies, by the way. The end of your movie, the end of my movie. And I think if we can realise that and if we can always be aware that the end does come, it helps us appreciate all the small things in our lives that happen every day.“

### Schauspieler
Ursprünglich konnte Colin Firth die Rolle des George aus zeitlichen Gründen nicht spielen. Die Drehpläne wurden daraufhin solange angepasst und verschoben, bis Firth doch noch mitspielen konnte. In einem Interview sagte Tom Ford, dass die Rolle des Studenten Kenny ursprünglich Jamie Bell hätte übernehmen sollen. Dieser erschien jedoch auch fünf Tage vor Drehbeginn nicht zur Kostümanprobe. Fords Wahl fiel schließlich auf Nicholas Hoult. Auch Fotomodell Victoria Silvstedt sprach für eine Rolle vor, ging aber leer aus.
Cameo-Auftritte im Film haben Christopher Isherwoods Lebensgefährte (1953 bis zu dessen Tod 1986) Don Bachardy und Tom Fords Ehemann Richard Buckley (an den beiden Enden eines Sofas im Lehrerzimmer des College). Ford holte vor Beginn und im Verlauf der Produktion das Einverständnis und wiederholt Anmerkungen Bachardys im Hinblick auf die autobiografischen Anteile des Werkes ein (über den persönlichen Bezug hinaus ist Bachardy auch Alleinerbe der Buchrechte und insofern an jeder Adaption beteiligt). Die im Film zu sehenden Foxterriers, Angus und India, gehören Tom Ford und seinem Partner Buckley.
Die US-Amerikanerin Julianne Moore spielt im Film eine gemeinsam mit George in die Staaten gezogene Britin und spricht mit hervorragendem englischem Akzent. Die beiden Engländer Matthew Goode (Jim) und Nicholas Hoult (Kenny) dagegen spielen bzw. sprechen ihre US-amerikanischen Figuren ebenso überzeugend.
Jon Hamm spricht in der englischen Originalfassung zu Beginn des Films die Telefonstimme, die Falconer über den Tod seines Partners informiert. Hamm ist besonders bekannt für seine Darstellung des Werbemachers Don Draper, der Hauptfigur der Fernsehserie Mad Men. Ford bat Hamm um seine Mitwirkung an dem Filmprojekt, da er dessen Stimme für passend hielt. Erst später sei ihm aufgefallen, dass der Anrufer möglicherweise zu sehr wie Don Draper wirke, da beide Geschichten in den Vereinigten Staaten des Jahres 1962 spielen. Abgesehen von den offensichtlichen räumlichen und insbesondere zeitlichen Parallelen ist Drapers Hauptkunde – das Zigarettenunternehmen Lucky Strike – die Marke der Wahl für George.

### Dreharbeiten
Der Film wurde vom 3. November bis 5. Dezember 2008 in Los Angeles und Pasadena (beide Kalifornien) gedreht. Das Haus, in dem die Figur George im Film lebt, wurde 1949 von dem Architekten John Lautner entworfen. Es war sein erstes Haus, nachdem er sich von Frank Lloyd Wright getrennt hatte, und trägt die Bezeichnung „J. W. Schaffer House“. Es befindet sich in Glendale, 527 Whiting Woods Road.
A Single Man wurde von Artina Films, Depth of Field und Fade to Black produziert. Fade to Black wurde von Tom Ford eigens für seinen ersten Film gegründet. A Single Man ist der erste Spielfilm, den Mitproduzent Chris Weitz ohne seinen Bruder Paul produzierte. Die deutsche Verleihfirma ist The Weinstein Company.
Das Haus, in dem George lebt, wurde in einer so kleinen Hütte gedreht, dass alle Aufnahmen in nur einem einzigen Raum entstanden, der für die jeweiligen Szenen zum Wohnzimmer oder Badezimmer umdekoriert wurde. Für die Telefonatszene wurden insgesamt 900 Meter Film verbraucht (drei vollständige Filmrollen). Sämtliche anwesenden Mitarbeiter waren derart gebannt von Firthes sich stetig veränderndem ausdrucksstarken Gesicht, dass sich Ford nicht überwinden konnte, die Szene zu beenden. Das Filmmaterial wurde letztlich zu einer noch immer recht langen Szene zusammengeschnitten.
Das Gemälde über Charlys Kamin malte Ford selbst noch am Abend vor dem Dreh. Weitere Bilder, Möbel und Deko-Objekte stammen aus seinem Privatbesitz.
Ford genoss die Nachbearbeitung des Films, insbesondere der Farbgebung, so sehr, dass er zum Teil Tage damit verbrachte, einzelne Sequenzen zu bearbeiten, vereinzelt nur einen Lippenstift nachzuziehen, an anderer Stelle das ganze Szenenbild zu verändern. Umgekehrt haben Nicholas Hoults Augen ein so intensives Blau, dass er in allen Szenen, deren Farbton insgesamt intensiviert wurde, allein die Iris des jungen Darstellers aussparen musste.
Hauptkomponist Shigeru Umebayashi konnte aus Zeitgründen nur einige Schlüsselstücke für den Film komponieren, deshalb zog Ford mit Abel Korzeniowski noch einen zweiten Komponisten für die benötigte Filmmusik heran.

## Besetzung und Synchronisation
Der Film wurde bei der Hermes Synchron in Potsdam unter der Dialogregie von Clemens Frohmann synchronisiert.
| Rolle                        | Schauspieler     | Synchronsprecher   |
| ---------------------------- | ---------------- | ------------------ |
| George Falconer              | Colin Firth      | Tom Vogt           |
| Charley                      | Julianne Moore   | Petra Barthel      |
| Kenny                        | Nicholas Hoult   | Ricardo Richter    |
| Jim                          | Matthew Goode    | Norman Matt        |
| Carlos                       | Jon Kortajarena  | Marcel Collé       |
| Mrs. Strunk                  | Ginnifer Goodwin | Ulrike Stürzbecher |
| Grant                        | Lee Pace         | Peter Flechtner    |
| Bankangestellte              | Erin Daniels     | Antje von der Ahe  |
| Sekretärin                   | Keri Lynn Pratt  | Julia Stoepel      |
| Stimme von Hank, Jims Cousin | Jon Hamm         | Thomas Nero Wolff  |

## Rezeption
Bei den Kritiken zu A Single Man gab es unterschiedliche Meinungen, allerdings wird fast immer die schauspielerische Leistung von Colin Firth gelobt.
Kino.de schreibt, dass die Bilder zuerst „wie ein Lifestyle-Katalog, kühl und arrangiert“ wirken, aber „unter der glatten Oberfläche brodeln Emotionen.“
Auf OutNow-CH ist zu lesen, dass A Single Man „minutiös durchgeplant“ sei und der Film deshalb „ein wenig platt“ wirke. Colin Firth glänze jedoch in der Rolle des homosexuellen Professors. Der Kritiker von Outnow.ch stört sich daran, dass in traurigen Momenten „alles schlicht in Braun, Grau und Weiß gehalten“ sei, in den fröhlichen Momenten jedoch „alles etwas farbiger, lebendiger“ werde. Zudem erinnerten ihn einige Rückblenden an „eine frühere Campari-Werbung“.
Der Rolling Stone schreibt, dass „eine traurige Schönheit jede Einstellung“ von Tom Fords Debüt durchdringe. A Single Man sei „atemberaubend visualisiert“ und Colin Firth „zeigte die Leistung seiner Karriere“.
In der FAZ ist zu lesen, dass „die Genauigkeit des Regisseurs in jedem Detail“ erkennbar sei. Was wir neben der Trauer spürten, „ist eine Intimität zwischen Falconer und seinem Freund, wie wir sie in Liebesgeschichten zwischen Männern und Frauen schon lange nicht mehr finden konnten“.

## Auszeichnungen
Internationale Filmfestspiele von Venedig 2009

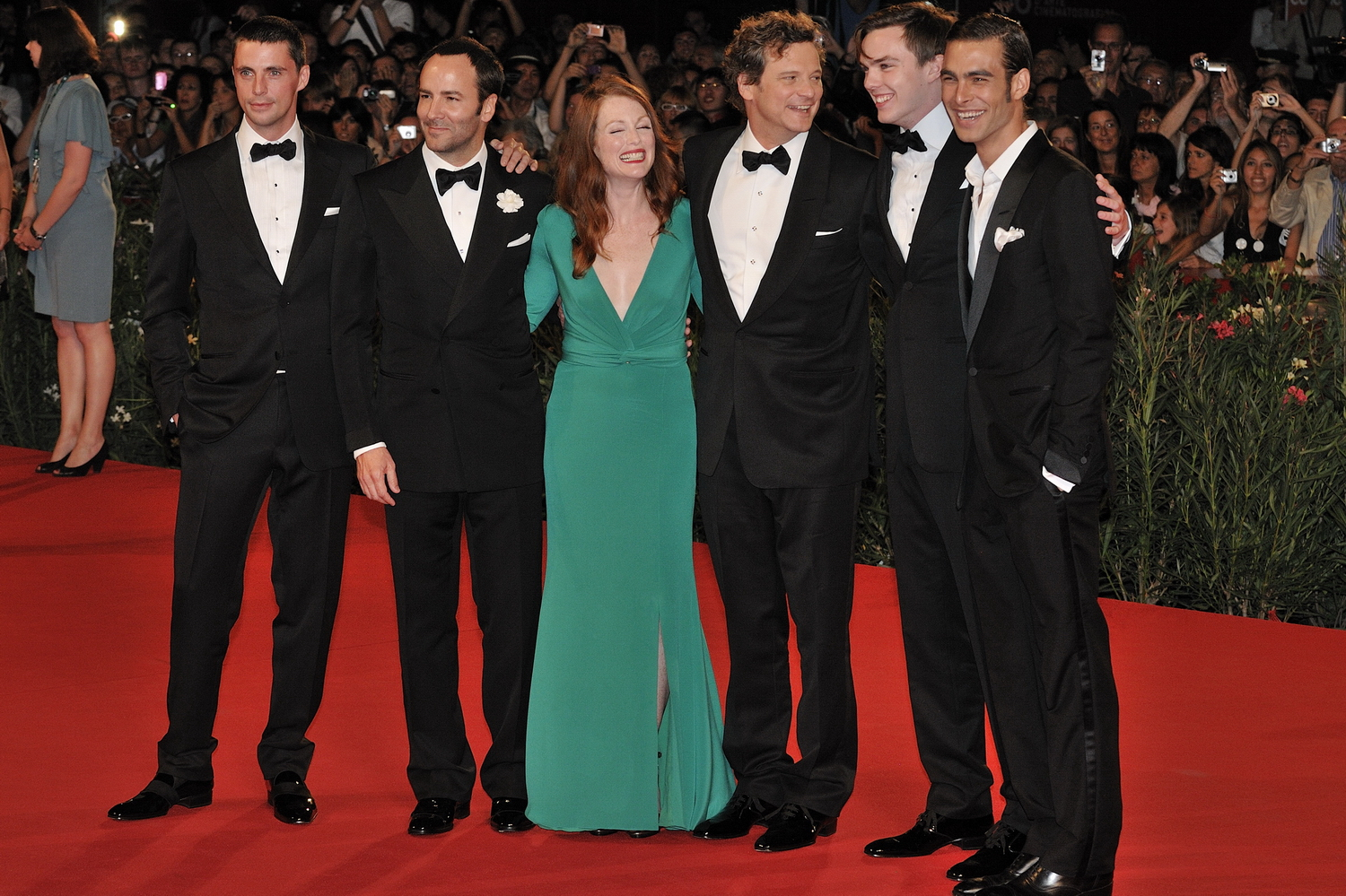
Die Cast von A Single Man: Matthew Goode, Tom Ford, Julianne Moore, Colin Firth, Nicholas Hoult und Jon Kortajarena (v. l.)

- Coppa Volpi: Bester Darsteller (Colin Firth) – gewonnen
- Queer Lion: Bester Spielfilm mit homosexuellem Inhalt – gewonnen
- Goldener Löwe: Bester Film – nominiert

Academy Awards 2010
- Oscar: Bester Hauptdarsteller (Colin Firth) – nominiert

British Academy Film Awards 2010
- BAFTA Award: Bester Hauptdarsteller (Colin Firth) – gewonnen

Golden Globe Awards 2010
- Golden Globe: Bester Hauptdarsteller – Drama (Colin Firth) – nominiert
- Golden Globe: Beste Nebendarstellerin (Julianne Moore) – nominiert
- Golden Globe: Beste Filmmusik (Abel Korzeniowski) – nominiert

Broadcast Film Critics Association Awards 2010
- BFCA-Award: Bester Hauptdarsteller (Colin Firth) – nominiert
- BFCA-Award: Beste Nebendarstellerin (Julianne Moore) – nominiert
- BFCA-Award: Bestes adaptiertes Drehbuch (Tom Ford und David Scearce) – nominiert

Satellite Awards 2009
- Satellite Award: Bestes Szenenbild – gewonnen
- Satellite Award: Bester Hauptdarsteller – Drama (Colin Firth) – nominiert

Screen Actors Guild Awards 2010
- SAG-Award: Bester Hauptdarsteller (Colin Firth) – nominiert